# Велика ремонстрація
Велика Ремонстрація (англ. The Grand Remonstrance; від англ. remonstrance — заперечення, протест) — акт, прийнятий Довгим парламентом 22 листопада 1641 року, один з найзначніших документів першого етапу Англійської революції.
Документ складався з 204 статей, що перелічували зловживання королівської влади, і був спрямований проти абсолютизму. Виражаючи інтереси буржуазії і нового дворянства, «Велика Ремонстрація» вимагала забезпечити захист приватної власності від домагань корони, свободу торгівлі і підприємництва, припинення релігійного переслідування і фінансового свавілля, відповідальності королівських чиновників перед парламентом.